# Nidovirales
Nidovirales (do latim: nidos, ninho + virales, relativo a vírus) é uma ordem de vírus segundo a classificação taxonômica da ICTV. Na classificação de Baltimore as famílias desta ordem pertencem a classe IV: (+)ssRNA virus. Compreende vírus envelopados e com nucleocapsídeo de simetria helicoidal.